# 中国少数民族音乐
在中国，除汉族以外的其他民族统称为少数民族。中国大陆境内共有55个少数民族。其中大部分少数民族都有属于自己的文化艺术。音乐具有地域性，在大部分少数民族的生活音乐中起到非常大的作用，如交流、祭祀、娶妻生子等。

## 民间歌曲
少数民族的民间歌曲是各少数民族用来表达思想、感情、意志和愿望的一种艺术表达形式。

## 民间乐器和乐曲
在各少数民族中都有一定数量的独特的民间乐器和乐曲。据不完全统计，各种形制的乐器达五百多种。

## 民间歌舞
民间歌舞是少数民族音乐与舞蹈有机结合的艺术形式。最富特色的有鼓舞、跳乐、踏歌三种类型。

## 民间戏曲音乐
民间戏曲音乐是少数民族的综合民歌、歌舞、器乐及说唱的一种艺术形式。
- 藏剧
- 白剧
- 壮剧
- 漫瀚剧(蒙古剧)
- 侗剧
- 彝剧
- 苗剧
- 布依剧
- 毛难剧
- 傣剧
- 唱剧(朝鲜族)
- 新城戏(满族)